# François Noguères

a Compétitions nationales et continentales officielles uniquement.

b Matchs officiels uniquement.
François Noguères, né le 2 mai 1912 au Boulou et mort le 6 juin 1991 au Boulou, est un joueur français de rugby à XV et de rugby à XIII international français évoluant au poste de centre ou d'arrière. Il joue un rôle prépondérant dans la naissance du rugby à XIII en France.
Il pratique le rugby à XV au Boulou dans sa jeunesse. Lors de son service militaire à Agen, il dispute quelques rencontres avec le club de rugby à XV de Villeneuve-sur-Lot. De retour au Boulou après son service militaire, il intègre Perpignan. Toutefois, un télégramme intercepté par la Fédération française de rugby à XV permet à cette dernière de radier de la fédération l'émetteur de ce télégramme Jean Galia et de suspendre Noguères, la fédération considérant qu'il s'agit d'une preuve du professionnalisme de Galia et que le contenu de ce télégramme, à savoir le remboursement des frais de déplacements si Noguères désire évoluer à Villeneuve-sur-Lot, en était une preuve suffisante.
Cette radiation amène Galia à importer le rugby à XIII en France en 1934 et la suspension de Noguères incite ce dernier à prendre part à cette naissance du rugby à XIII en étant à l'origine de la création du XIII Catalan, aux côtés d'Aimé Bardes, Serre-Martin et André Bruzy. Il s'affirme comme l'un des meilleurs joueurs de rugby à de son époque et connaît avec ce club tous les succès nationaux d'avant-guerre, victoires en Championnat en 1936 et en Coupe de France en 1939, et porte à onze reprises le maillot de l'équipe de France avec en point d'orgue le titre de Coupe d'Europe des nations en 1939 aux côtés de Max Rousié, Jean Dauger et Joseph Desclaux.
La Seconde Guerre mondiale interrompt sa carrière en rugby à XIII en raison de l'interdiction du rugby à XIII par le régime de Vichy, il joue alors au rugby à XV, seul code de rugby autorisé, en disputant des rencontres avec la sélection du Languedoc-Roussillon et le Racing Club Catalan (version quinziste du XIII Catalan). Il renoue immédiatement après la guerre avec le XIII en prenant part à la victoire du XIII Catalan en Coupe de France en 1945 avec Ambroise Ulma, Gaston Comes et Paul Dejean.

## Famille
François Pierre Jean Noguères naît le 2 mai 1912 au Boulou (Pyrénées-Orientales). Son père est François Noguères (1860) et sa mère Marie Courp (1870-?). Il se marie le 30 août 1934 à Henriette Gironella (1906-1989), à la mairie du Boulou, et décède le 6 juin 1991 au Boulou.

## Biographie
François Noguères est un joueur de rugby à XV. Il effectue son service militaire à Agen en 1931-1932 et dispute les rencontres pour Villeneuve-sur-Lot, alors club de rugby à XV. Il retourne ensuite au Boulou d'où il est originaire puis évolue à partir de 1934 sous le maillot de l'USAP. Il est suspendu par la Fédération française de rugby à XV pour avoir reçu un télégramme du joueur Jean Galia l'invitant à Villeneuve-sur-Lot et dans lequel Galia lui stipule que ses frais de déplacements seront remboursés.
Arrivé dans les mains du président de l'USAP, M. Marcel Laborde, le télégramme est transmis aussitôt à la fédération de rugby à XV qui décide de suspendre François Noguères et de radier Jean Galia de la fédération. Il s'agit pour la fédération de rugby à XV d'une preuve du professionnalisme et par la même occasion de sanctionner les nombreux refus de Jean Galia à la sélection française.
Suspendu, François Noguères rejoint finalement le rugby à XIII et le club de Perpignan nouvellement créé, le XIII Catalan, aux côtés d'Aimé Bardes et Martin Serre avec lesquels il remporte le Championnat de France en 1936.

## Palmarès
- Collectif
  - Vainqueur de la Coupe d'Europe des nations : 1939 (France).
  - Vainqueur du Championnat de France : 1936 (XIII Catalan).
  - Vainqueur de la Coupe de France : 1939 et 1945 (XIII Catalan).
  - Finaliste du Championnat de France : 1937 (XIII Catalan).
  - Finaliste de la Coupe de France : 1935 (XIII Catalan).

### Détails en sélection
| 1. | 1er janvier 1935  | Pays de Galles     | 18-11 | Coupe d'Europe | Centre  | - | - | - | - |
| 2. | 28 mars 1935      | Angleterre         | 15-15 | Coupe d'Europe | Centre  | - | - | - | - |
| 3. | 16 février 1936   | Angleterre         | 7-25  | Coupe d'Europe | Centre  | - | - | - | - |
| -. | 6 mai 1936        | Dominions          | 8-5   | Amical         | Centre  | ? | ? | ? | ? |
| 4. | 6 décembre 1936   | Pays de Galles     | 3-9   | Coupe d'Europe | Centre  | - | - | - | - |
| -. | 21 mars 1937      | Dominions          | 3-6   | Amical         | Centre  | ? | ? | ? | ? |
| 5. | 11 avril 1937     | Angleterre         | 9-23  | Coupe d'Europe | Centre  | - | - | - | - |
| -. | 1er novembre 1937 | Empire Britannique | 0-15  | Amical         | Centre  | ? | ? | ? | ? |
| 6. | 1er janvier 1938  | Australie          | 6-35  | Test-match     | Centre  | - | - | - | - |
| 7. | 25 février 1939   | Angleterre         | 12-9  | Coupe d'Europe | Centre  | - | - | - | - |
| 8. | 26 avril 1939     | Pays de Galles     | 16-10 | Coupe d'Europe | Arrière | - | - | - | - |

### Statistiques
| Saison    | Saison       | Championnat                  | Championnat                  | Coupe                        | Coupe                        | Sélection                    | Sélection                    | Sélection                    | Sélection                    | Sélection                    | Sélection                    |
| Saison    | Saison       | Comp.                        | Class.                       | Comp.                        | Class.                       | Comp.                        | M                            | Pts                          | Ess.                         | Buts                         | Dp.                          |
| --------- | ------------ | ---------------------------- | ---------------------------- | ---------------------------- | ---------------------------- | ---------------------------- | ---------------------------- | ---------------------------- | ---------------------------- | ---------------------------- | ---------------------------- |
| 1934-1935 | XIII Catalan | Championnat de France        | 6e                           | Coupe de France              | Finaliste                    |                              | 2                            | -                            | -                            | -                            | -                            |
| 1935-1936 | XIII Catalan | Championnat de France        | Vainqueur                    | Coupe de France              | 1/4 finale                   | CE                           | 1                            | -                            | -                            | -                            | -                            |
| 1936-1937 | XIII Catalan | Championnat de France        | Finaliste                    | Coupe de France              | Finaliste                    | CE                           | 2                            | -                            | -                            | -                            | -                            |
| 1937-1938 | XIII Catalan | Championnat de France        | 1/4 finale                   | Coupe de France              | 1/2 finale                   |                              | 1                            | -                            | -                            | -                            | -                            |
| 1938-1939 | XIII Catalan | Championnat de France        | 5e                           | Coupe de France              | Vainqueur                    | CE                           | 2                            | -                            | -                            | -                            | -                            |
| 1940-1944 | XIII Catalan | Interdiction du rugby à XIII | Interdiction du rugby à XIII | Interdiction du rugby à XIII | Interdiction du rugby à XIII | Interdiction du rugby à XIII | Interdiction du rugby à XIII | Interdiction du rugby à XIII | Interdiction du rugby à XIII | Interdiction du rugby à XIII | Interdiction du rugby à XIII |
| 1944-1945 | XIII Catalan | Championnat de France        | 1/2 finale                   | Coupe de France              | Vainqueur                    |                              |                              |                              |                              |                              |                              |
| 1945-1946 | XIII Catalan | Championnat de France        |                              | Coupe de France              | Finaliste                    |                              |                              |                              |                              |                              |                              |
| 1946-1947 | XIII Catalan | Championnat de France        | 6e                           | Coupe de France              | 1/8 finale                   |                              |                              |                              |                              |                              |                              |